# أوغستينبيرغ
أوغستينبيرغ (بالإنجليزية: Augstenberg) هو أحد جبال سلسلة جبال الألب سيلفريتا وجزء من القمة الأم بيز بوين يقع في كانتون غراوبوندن، سويسرا وتيرول (ولاية)، النمسا. يبلغ ارتفاع الجبل حوالي 3230 متر، بينما يبلغ ارتفاع نتوء الجبل 432 متر، وقد سجل أول وصول لقمة الجبل عام 1881.